# Феррарі (команда Формули-1)
Скудерія Феррарі (італ. Scuderia Ferrari) — італійська команда, яка являє собою підрозділ автомобільної компанії Феррарі (італ. Gestione Sportiva), що займається автомобільними перегонами. Хоча цей підрозділ продовжує займатися перегоновою діяльністю численних клієнтів Феррарі і приватних команд, його основні зусилля та фінансові ресурси зосереджені на команді Формули-1, Scuderia Ferrari.
Команда є учасником чемпіонату Формули-1 з 1950 року. Досі вона є найстарішою і найуспішнішою командою в чемпіонаті. Численних італійських вболівальників команди часто називають «тіфозі» (італ. tifosi). Scuderia Ferrari перекладається з італійської як «Конюшня Феррарі», скудеріями також іноді називають і інші команди Формули-1.

## Логотип команди
У день своєї першої перемоги (17 червня 1923 року — «Circuito di Savio», або «Кільце Савіо»), увечері, коли Феррарі готувався відплисти додому в Модену, його несподівано представили графу Енріко Баракка — батькові знаменитого аса Першої Світової війни, у чиїй ескадрильї служив брат Феррарі — Діно.
«Після того як знайомство відбулося, — писав Феррарі, — відбувалися й інші зустрічі з сімейством Баракки. У цьому домі я познайомився з матір'ю льотчика — графинею Паоліною. Одного разу вона мені сказала: „Феррарі, продемонструйте на своїй машині гарцюючого коня, який був намальований на борту літака мого сина. Його емблема принесе вам удачу“. У мене досі зберігається фотографія льотчика, де на звороті є свого роду дарча: його батьки написали, що передають емблему сина мені. Кінь залишився у первинному варіанті — чорним, — я лише додав жовтий фон, оскільки жовтий колір — це колір Модени».
Однак дехто вважає, що чорний кінь — це зовсім не особистий знак Баракки, а знак всієї ескадрильї 912, а отже, батьки пілота передати цей знак Феррарі не могли. Інші заявляють, що чорний гарцюючий кінь є гербом міста Штутґард, який Баракка вирізав із полотна, яке обтягувало фюзеляж збитого ним німецького літака, і наліпив на борт свого аероплана — такого роду пам'ятними сувенірами обзаводилися пілоти обох воюючих сторін. Цікавий той факт, що Баракка і справді збив німецького Albatros'а, пілот якого був родом зі Штутґарта.
Сам Феррарі до 1932 року цю емблему з конем не використовував, що свого часу давало привід засумніватися в правдивості історії про розмову з графинею, але вся справа була в тому, що до 1930 року в нього не було своєї команди, а отже, ця емблема не могла тоді знайти практичного застосування.
Зображення гарцюючого жеребця на жовтому геральдичному щиті було нанесено на бічні площини кабіни Ferrari вперше в 1952 році з подачі тодішнього спортивного менеджера «Скудерії» Нелло Уґоліно — до того року символ розміщували тільки на капоті.

## Історія

### 1929—1950
Команда Феррарі заснована Енцо Феррарі в 1929 році як спонсор для гонщиків-любителів у різних перегонах, хоча сам Феррарі брав участь у перегонах на машинах Фіат і до цієї дати. Ідея виникла 16 листопада за вечерею в Болоньї, де Феррарі звернувся за фінансовою допомогою до Ауґусто і Альфредо Каніато, спадкоємців текстильного виробництва, і заможного гонщика-любителя Маріо Тадіні. Потім він зібрав команду, яка на своєму піку включала більше сорока пілотів, більшість з них виступали на машинах «Альфа Ромео». Сам Енцо продовжував брати участь у перегонах до народження першого сина Діно в 1932 році.
Феррарі керував багатьма досвідченими пілотами (особливо Таціо Нуволарі, Джузеппе Кампарі, Акіл Варці та Луї Широн) і декількома талановитими новачками (такими як Тандіні, Гай Молл, Карло Пінтакудо і Антоніо Брівіо) зі своєї штаб-квартири в Модені до 1938 року, коли він став керуючим гоночним підрозділом компанії Альфа Ромео — Alfa Corse. В 1939 році він пішов з Альфа Ромео, дізнавшись про намір компанії викупити його частку і поглинути команду. Його компанія стала називатися Auto Avio Costruzioni Ferrari, вона виробляла верстати в очікуванні закінчення чотирирічного заборони на участь у змаганнях після виходу з Альфи.
Незважаючи на угоду з Альфа Ромео, Феррарі негайно почав розробку власного гоночного автомобіля — Auto Avio Costruzioni 815 з восьмициліндровим двигуном об'ємом 1,5 літра. AAC 815, розроблені Альберто Массіміно, стали першими справжніми машинами Феррарі, але після того, як у 1940 році Альберто Аскарі і маркіз Лотарія Рангоні Макіавеллі ді Модена брали участь на них у «Міллє Мілья», Друга світова війна тимчасово призупинила перегони, і AAC 815 більше не брали участі у змаганнях. Феррарі продовжував виробляти верстати, в 1943 він переніс штаб-квартиру в Маранелло, де вона зазнала бомбардування в 1944 році.
Правила для Світового Чемпіонату Гран-прі були розроблені ще до війни, але знадобилося кілька років, щоб він почав діяти. У цей час Феррарі відновив свої роботи в Маранелло і створив Ferrari Tipo 125 з 12-циліндровим 1.5-літровим двигуном, який брав участь у кількох Гран-прі, що не входили до чемпіонату.

### 1950-і
Феррарі дебютувала в Формулі-1 на Гран-прі Монако 1950 з новою версією Tipo 125 з наддувом і двома досвідченими і дуже успішними гонщиками Альберто Аскарі та Луїджі Віллорезі. У сезоні 1950 домінувала команда Alfa Romeo, вигравши всі одинадцять Гран-прі, але Феррарі вдалося перервати їхню переможну ходу у 1951 році, коли Хосе Фройлан Гонсалес посів перше місце на Гран-прі Великої Британії. В 1951 році команда Феррарі також виграла «Міллє Мілья», але була залучена в тривалий судовий розгляд, коли Аскарі розбився об бар'єр, при цьому загинув місцевий лікар.
Після сезону 1951 року команда «Альфа Ромео» покинула Формулу-1, після чого збентежене керівництво прийняло правила Формули-2 у зв'язку з браком учасників. Феррарі із задоволенням продовжив роботу над Феррарі-500, яка в 1952 продовжувала вигравати майже кожні перегони, в яких брала участь, під керуванням Аскарі, Джузеппе Фаріни та П'єро Таруффі; Аскарі став чемпіоном світу, вигравши шість гонок поспіль. В 1953-ому Аскарі виграв тільки п'ять гонок, але все одно одержав ще один титул; в кінці сезону Феррарі вперше обійшов Хуан-Мануель Фанхіо на Мазераті.
В 1954 році відбувся перехід на нові двигуни об'ємом 2,5 літра; нова машина Феррарі, Tipo 625, не могла змагатися з Мазераті Фанхіо. Феррарі перемогли тільки двічі — Ґонзалес на Гран-прі Великої Британії та Майк Готорн на Гран-прі Іспанії. В 1955 Фанхіо перейшов в команду Mercedes-Benz, але Феррарі все одно змогла завоювати лише одну перемогу: Моріс Трентіньян виграв Гран-прі Іспанії. Пізніше, в 1955 році команда Феррарі викупила шасі D50 збанкрутілої команди Lancia. Фанхіо, Пітер Коллінз та Еудженіо Кастеллотті успішно виступали на ньому в 1956: Коллінз виграв два змагання, Фанхіо виграв три і став чемпіоном.
В 1957 Фанхіо повернувся в Мазераті, і Феррарі, що все ще використовувала застарілі шасі Lancia, не вдалося виграти жодних перегонів. До Кастеллотті приєдналися пілоти Луїджі Муссо і маркіз де Портаґо; Кастелотті загинув під час тестів, а Портаго врізався в натовп на Мілле Мілья, при цьому загинув він, його напарник і 10 глядачів, а команда була звинувачена у ненавмисному вбивстві.
Для сезону 1958 Карло Кіті розробив повністю нову машину — Ferrari 246 Dino, названу на честь померлого сина Енцо Феррарі. У команді залишилися пілоти Коллінз, Хоторн і Муссо, проте Муссо розбився на Гран-прі Франції 1958 року, а Коллінз загинув на Гран-прі Німеччини того ж року. Готорн виграв чемпіонат і оголосив про свій відхід, а через місяць загинув у автокатастрофі.
Феррарі найняв п'ять нових пілотів: Тоні Брукса, Жана Бера, Філа Гілла, Дена Ґерні та Кліфа Еллісона. Члени команди погано ладнали один з одним, Бера був звільнений після того, як ударив менеджера команди Ромоло Тавоні. Брукс залишався конкурентоспроможним до кінця сезону, але все-таки поступився перемогою в чемпіонаті Джеку Бребему.

### 1960-і
Сезон 1960 року пройшов трохи краще, ніж у 1959. У команді залишилися Гілл, Еллісон і Вольфґанґ фон Тріпс, а також приєдналися Віллі Мерес і Річі Ґінтер, який керував першою машиною Феррарі із заднім розташуванням двигуна. Еллісон був кілька разів травмований на тестах, а команда не виграла жодного змагання. Однак, Феррарі під управлінням Пола Фрера (Paul Frere) та Олів'є Жандеб'є (Olivier Gendebien) виграла «24 години Ле-Мана».

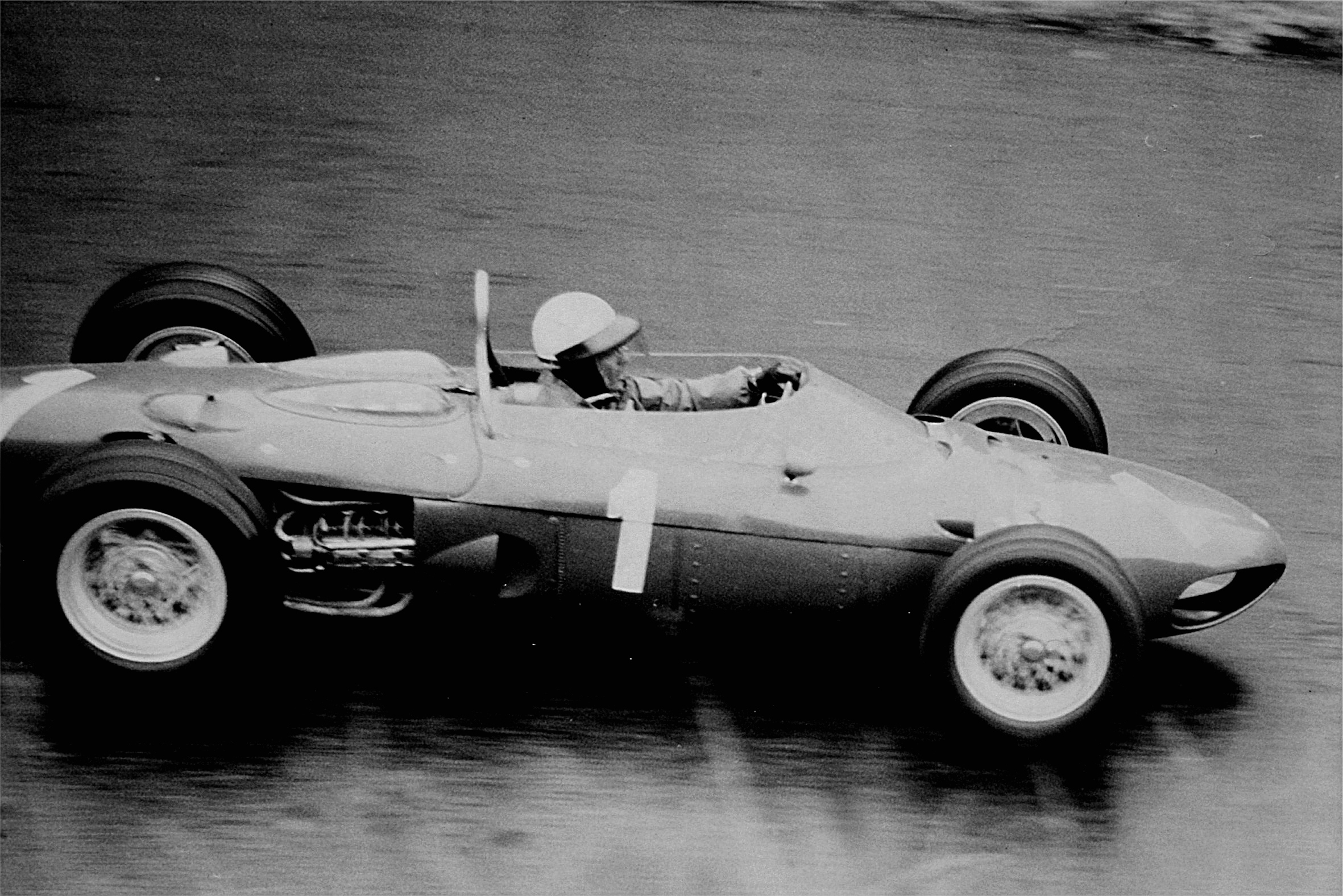
Гілл на Гран-прі Німеччини 1962.

У сезоні 1961 (коли було ухвалено нове обмеження обсягу двигуна — 1500 см³) у команді залишилися Гілл, фон Тріпс і Ґінтер, і була представлена ще одна машина, розроблена Кіті, — Ferrari 156, в основі якої лежала конструкція автомобіля, що домінував у Формулі-2 в 1960 році. За чемпіонський титул боролися два пілоти Ferrari — Гілл і фон Тріпс. У середині сезону до команди приєднався Джанкарло Баґетті, він став першим гонщиком, який виграв свій дебютний заїзд (Гран-прі Франції 1961). Проте, в кінці сезону фон Тріпс загинув в аварії на Гран-прі Італії разом з дюжиною глядачів. Чемпіонат виграв Гілл. Олів'є Жандеб'є та Гілл також виграли ще один Ле Ман для Ferrari.
У кінці сезону 1961 команду у формі «демонстративного виходу» залишають розробник шасі Карло Кіті і менеджер команди Ромоло Тавоні з метою створення власної команди (ATS). Феррарі призначив Мауро Форґієрі гоночним директором, а Євдженіо Драґоні — менеджером команди.
В сезоні 1962 за команду виступали Гілл і Баґетті разом з новачками Рікардо Родріґесом та Лоренцо Бандіні. У той час як Форґієрі працював над новим шасі, команда продовжувала використовувати машини 1961 року і не виграла жодного змагання. Проте Ferrari продовжувала домінувати на Ле Мані, команда, що так само складалася з Гілла і Жандеб'є, виграла чергові перегони.
В сезоні 1963 Ferrari представила більш легке шасі Ferrari 156, на якому виступали Бандіні, Джон Сертіс, Віллі Моресс і Людовіко Скарфіотті. Сертіс виграв Гран-прі Німеччини, на якому Моресс потрапив у важку аварію, після якої не зміг повернутися до перегонів. Незважаючи на невдачі у Формулі-1, команда в складі Бандіні і Скарфіотті продовжила виграшну серію на Ле Мані.
Нова 158-та модель була закінчена в кінці 1963 і стала конкурентоспроможною в сезоні 1964, будучи оснащеною восьмициліндровим двигуном, розробленим Анджело Беллі. До Сертіса і Бандіні приєднався молодий мексиканець Педро Родріґес, брат загиблого в 1962 Рікардо. Сертіс виграв два перегони, а Бандіні одну; Феррарі були повільніші, ніж Lotus Джима Кларка, зате набагато перевершували їх у надійності, що дало можливість Сертісу виграти чемпіонат, а Бандіні зайняти четверте місце. Скудерія Феррарі виграла п'ятий Ле Ман поспіль, цього разу за допомогою Жана Ґіше та Ніно Ваккарелла.
Сезон 1965 був останнім сезоном 1,5-літрової формули, так що в Феррарі вирішили використати той же восьмициліндровий двигун, що і в минулому році, разом з новим 12-циліндровим, який був представлений в кінці сезону 1964 року. Вони не виграли жодних перегонів, оскільки тепер на трасі домінував Кларк на вже набагато надійнішому «Лотусі». Сертіс і Бандіні залишилися основними гонщиками команди, в деяких змаганнях також брали участь Родріґес, Ваккарелла і Боб Бондуран. У складі приватної команди NART Йоген Ріндт і Мастен Ґреґорі виграли «24 години Ле-Мана». Це була шоста поспіль перемога Феррарі на цій гонці, але, на жаль, остання.
В сезоні 1966 з новими правилами на Ferrari 312 Сертіса була встановлена 3-х літрова версія двигуна V12 3.3 літра, який раніше використовувався в серії Ferrari P. Бандіні на початку сезону бере участь в Тасманійській серії. Сертіс виграє Гран-прі Бельгії, але після сварки з менеджером Євдженіо Драґоні залишає команду; його замінює Майк Паркс. Скарфіотті також виграє одні перегони, Гран-прі Італії в Монці, використовуючи покращений 36-ти клапанний двигун.
В сезоні 1967 команда звільнила Драґоні і замінила його на Франко Ліні; Кріс Еймон став партнером Бандіні, керуючи чимось на зразок покращеної версії боліда 1966 року. На Гран-прі Монако Бандіні розбився і отримав важкі пошкодження, опинившись у пастці під своєю палаючою машиною; через кілька днів він помер від отриманих травм. У Феррарі залишилися Майк Паркс і Скарфіотті, але через кілька тижнів Паркс потрапляє в аварію на Гран-прі Бельгії, яка змушує його закінчити кар'єру, а Скарфіотті, будучи свідком його аварії, тимчасово залишає автоперегони.
Сезон 1968 складався краще; Жакі Ікс здобув перемогу у Франції і кілька хороших позицій і мав непогані шанси в чемпіонаті поки не потрапив в аварію на кваліфікації в Канаді, Еймон лідирував в декількох перегонах але не виграв жодної. В кінці сезону команду покидає менеджер Франко Ліні, а Жакі Ікс йде у Brabham. Влітку 1968 Феррарі підготував угоду з продажу виробництва дорожніх автомобілів компанії Фіат; угода відбулася на початку 1969, після чого 50 % відсотків бізнесу залишилося під контролем самого Феррарі.
Протягом сезону 1969 Енцо Феррарі почав вкладати нещодавно отримані кошти у відродження команди. Хоча команда, що реструктуризувалася, і змагалася в чемпіонаті, це був втрачений сезон. Еймон продовжував керувати старим болідом, а Педро Родріґес замінив Ікса. В кінці року Еймон залишив команду.

### 1970-і
У 1970-му році Жакі Ікс повернувся в команду, виграв гран-прі Австрії, Канади та Мексики і зайняв друге місце в чемпіонаті.
Після трьох невдалих років Феррарі підписує контракт з Нікі Лауда в 1974 і приймає важливе рішення відмовитися від участі в перегонах спорткарів і зосередитися на Формулі-1. Проте, проблеми з надійністю шасі 312B3 перешкодили завоювати перемогу в тому році.
Нова Ferrari 312T, повністю розроблена за участю Нікі Лауда, була представлена в 1975 році і повернула команду на шлях до перемог, Нікі виграє чемпіонат, а Ferrari — кубок конструкторів.

### 2000-і
Останній рік XX століття ознаменувався трохи відновленим складом команди Феррарі — до остаточно відновленого від травми Міхаеля Шумахера, замість Едді Ірвайна, що перейшов у команду Ягуар, приєднався Рубенс Баррікелло. Початок Сезону 2000 залишилося за Шумахером, який виграв три перші заїзди сезону, але після перемоги на Гран-прі Канади в результатах Міхаеля відбувся спад. У середині сезону на перші ролі вийшли діючий чемпіон світу Міка Хаккінен з Макларену і його напарник Девід Култгард. Перемігши в Гран-прі Угорщини Хаккінен вийшов у лідери Чемпіонату, а вигравши наступний Гран-прі Бельгії на трасі Спа-Франкошам, в блискучому стилі випередивши попереднього лідера Шумахера, збільшив відрив у особистому заліку до 6 очок. Міхаель взяв реванш, перемігши на Гран-прі Італії в Монці, тим самим скоротивши розрив в особистому заліку до 2 очок і зрівнявшись за кількістю перемог з Айртоном Сенною. Наступні перегони Гран-прі США, що проходила вперше на автодромі Індіанаполіс Мотор Спідвей виявила технічну перевагу Феррарі. Шумахер виграв перегони, а Хаккінен зійшов з технічних причин. Перед передостаннім етапом, що проходив на японській Судзукі, Шумахер лідирував в чемпіонаті з відривом у 8 очок. Перемігши в Японії Міхаель Шумахер виграв Чемпіонат світу на Феррарі вперше за 21 рік. Останні перегони сезону 2000 року, що проходила на трасі Сепанґ в Малайзії була виграна пілотами Феррарі, і дозволила команді завоювати Кубок Конструкторів другий рік поспіль і вперше з 1983 року.
Сезон 2001 року став першим для цілого ряду пілотів, в майбутньому стали «обличчям» Формули-1. У королеві автоспорту дебютували Кімі Райкконен, Хуан-Пабло Монтойя та Фернандо Алонсо. Першим про себе заявив колумбієць Монтойя, нав'язати боротьбу самому Міхаелю Шумахеру вже на 3 етапі сезону Гран-прі Бразилії, і лише круговий Йос Ферстаппен, який вибив Монтойю з траси, не дав очевидцям гоночної баталії побачити локальну перемогу феноменального колумбійця над діючим чемпіоном. У цілому сезон пройшов під знаком тотальної переваги Шумахера і лише іноді лідеру нав'язували боротьбу молодший брат Ральф Шумахер, який виступав за Вільямс, і пілот Макларену Девід Култхард. Спокійний хід сезону порушило лише Гран-прі Австрії, в ході якого на останньому колі пілот Феррарі Рубенс Баррікелло за наказом із боксів пропустив вперед, на друге місце Шумахера, що викликало обурення автоспортивної громадськості, і Гран-прі Італії, де нарешті отримав, усіма очікувану, першу перемогу Монтойя. Шумахер оформив свій 4 титул, перемігши на Гран-прі Угорщини, аж за 5 Гран-прі до кінця сезону, а на наступному за Угорщиною Гран-прі Бельгії здобув 52 перемогу, і обігнавши Алена Проста, став абсолютним рекордсменом Формули-1 за цим показником.
Наступний 2002 пройшов під повною і беззастережною перевагою команди Феррарі. Пілоти Міхаель Шумахер та Рубенс Баррікелло виграли 15 гонок з 17, а Шумахер фінішував у всіх гран-прі сезону на подіумі. Велика частина Гран-прі пройшла одноманітно і лише виділилися Гран-прі Малайзії, де на двох верхніх щаблях п'єдесталу стояли пілоти Вільямсу Ральф Шумахер та Хуан-Пабло Монтойя, Гран-прі Австрії, де за сценарієм 2001 Баррікелло пропустив вперед Шумахера на останньому колі, і Гран-прі США, на фініші якого переможця Баррікелло і другого призера Шумахера-старшого розділило всього 0,011 сек. що є одним з найщільніших фінішів в історії Формули-1. Міхаель Шумахер став чемпіоном, вигравши Гран-прі Франції, за 6 етапів до закінчення сезону, і ставши 5-кратним чемпіоном порівнявся за цим показником з Хуаном-Мануелем Фанхіо .
На відміну від попередніх років «царювання», в 2003 році намітився спад у результатах команди, викликаний падінням мотивації, і різким технологічним зростанням у стані суперників Скудерії. Так само одним з головних подій сезону стало введення нової системи нарахування очок, за якою очки отримували 8 пілотів, що фінішували першими (10-8-6-5-4-3-2-1), а не 6 як було раніше. У результаті на початку сезону на перші ролі вийшли пілоти Макларену Девід Култхард та Кімі Райкконен, які здобули перемоги у двох дебютних перегонах. Треті перегони сезону Гран-прі Бразилії, яка проходила під проливним дощем, закінчилася достроково внаслідок серйозної аварії Фернандо Алонсо, що врізався в припаркований на узбіччі болід. Змагання зупинили, а переможцем спочатку оголошено Кімі Райкконена, але після детального розгляду, результати перегонів були переглянуті і перемогу присудили Джанкарло Фізікеллі з команди-аутсайдера Джордан. Наступні 3 Гран-прі сезону в Імолі, Барселоні та Австрії виграв Шумахер. В Монако перемогу отримав Монтойя на Вільямсі, що став поряд з Райкконеном одним з головних суперників Шумахера в боротьбі за титул чемпіона. В Канаді перемогу знов отримав Міхаель, але після настав спад в результатах і лідер Феррарі лише раз на наступних 5 перегонах піднявся на подіум. Середина сезону ознаменувався виходом на перші ролі Ральфа Шумахера, який здобув дві поспіль перемоги на Нюрбурґрінзі і Ман'ї-Курі, і другого пілота Феррарі Рубенса Баррікелло, що в блискучому стилі виграв Гран-прі Великої Британії. На Гран-прі Угорщини першу перемогу у своїй кар'єрі здобув Алонсо, ставши наймолодшим переможцем Гран-прі в історії, а Шумахер (72), Монтойя (71) та Райкконен (70) практично зрівнялися за очками. Наступне Гран-прі Італії виграв Шумахер, лідирував майже від старту і до фінішу, лише на коло поступившись лідерством, і тим самим зміцнивши лідерство в чемпіонаті. Гран-прі США, що проходило на Індіанаполіс Спідвей в дощ, підтвердило перевагу на мокрій трасі шин Бріджстоун і команди Феррарі над клієнтами Мішлен, в тому числі Макларену та Вільямсу. Міхаель перемогою в США, як і в 2000 році, практично гарантував собі титул. Фінальне Гран-прі сезону, що проходило традиційно в Японії, виграв Рубенс Баррікелло, а Шумахер фінішував на восьмому місці, що гарантувало йому рекордний в історії шостий чемпіонський титул. Кубок Конструкторів в 5 раз поспіль виграла Скудерія Феррарі.

## Статистика

### Результати виступів в Формулі-1
В якості конструктора Ferrari досягли наступного:
- Відсоток перемог у чемпіонатах конструкторів: 24,2%
- Відсоток перемог у чемпіонатах водіїв: 20,3%
- Відсоток виграшу: 22,5%[g]

Ferrari досягла неперевершених успіхів у Формулі-1 і має багато значних рекордів, включаючи:
| Рекорд                                                 | Як команда         | Як конструктор     |
| ------------------------------------------------------ | ------------------ | ------------------ |
| Найбільше Кубків конструкторів                         | 16                 | 16                 |
| Найбільше чемпіонств серед пілотів                     | 15                 | 15                 |
| Участь у найбільшій кількості Гран-прі                 | 1102               | 1102               |
| Найбільше стартів в Гран-прі                           | 1099               | 1100               |
| Найбільше перемог                                      | 247                | 248                |
| Найбільше подіумів                                     | 824 (в 629 гонках) | 829 (в 632 гонках) |
| Найбільше фінішів 1-м і 2-м                            | 84                 | 85                 |
| Найбільше поулів                                       | 253                | 253                |
| Найбільше кваліфікацій 1-м і 2-м                       | 83                 | 83                 |
| Найбільше найшвидших кіл                               | 262                | 263                |
| Найбільше кіл лідерства                                | 15689              | 15696              |
| Найбільше очок в чемпіонаті конструкторів              |                    | 10341              |
| Найбільше очок в особистому заліку                     |                    | 11242.77           |
| Найбільше сезонів поспіль з принаймні однією перемогою | 20 (1994–2013)     | 20 (1994–2013)     |

Ferrari також є найуспішнішим виробником двигунів Формули-1, здобувши 249 перемоги (отримавши єдину перемогу не з болідом Ferrari - з Scuderia Toro Rosso на Гран-прі Італії 2008 року, а також одну перемогу з приватним болідом Ferrari на Гран-прі Франції 1961 року).

### Чемпіони
- Альберто Аскарі (1952, 1953)
- Хуан-Мануель Фанхіо (1956)
- Майк Готорн (1958)
- Філ Гілл (1961)
- Джон Сертіс (1964)
- Нікі Лауда (1975, 1977)
- Джоді Шектер (1979)
- Міхаель Шумахер (2000, 2001, 2002, 2003, 2004)
- Кімі Ряйкконен (2007)

## Спонсори
Титульним спонсором команди з 1997 року є сигаретний бренд Marlboro тютюнової компанії Philip Morris. З 2007 року Скудерія Феррарі — єдина команда Формули-1, що мала як спонсора тютюнову компанію. У 2007 році емблеми Marlboro були зображені на болідах лише в трьох перегонах: Гран-прі Бахрейна, Гран-прі Монако та Гран-прі Китаю. З 2008 року тютюнової реклами в явному вигляді не було на жодному етапі. Крім того, команду Феррарі на Гран-прі Іспанії 2010 зобов'язали прибрати з кожуха моторного відсіку штрих-код, який замінював рекламу Marlboro під приводом присутності реклами тютюнової продукції.
З 2005 року були поєднані два найвідоміших моторних будинки Італії — Ducati та Ferrari: з 1990 року кольори і символи Marlboro були домінуючими в дизайні болідів Формули-1 Ferrari, а з 2005 року і прототипів Ducati Desmosedici команди «Ducati Corse» — це червона основа з білими лініями і написами (а перед тим — і пряме розміщення логотипів) і лого, закамуфльовані під штрих-коди, і багато іншого. Угода закінчилась у 2013 році.

### Основні спонсори та партнери команди в 2010 році
- Marlboro (Philip Morris)
- Shell
- Santander
- Acer
- AMD
- Bridgestone
- Etihad Airways
- FIAT
- Mubadala
- Brembo
- IVECO
- Лабораторія Касперського[3]

## Виноски
1. 1 2  Включає заявки команди NART.
2. 1 2  Включає старти в Гран-прі команди NART. Не включає Гран-прі Франції 1950 року, де боліди команди не стартували в гонці, а Пітер Вайтгед стартував на приватній Ferrari.
3. 1 2  Не включає перемогу Джанкарло Багетті на Гран-прі Франції 1961 року на приватній Ferrari.
4. 1 2  Включає подіуми здобуті командою NART. Не включає п’ять подіумів, здобутих на приватних Ferrari.
5. 1 2  Це кількість різних гонок Чемпіонату світу, в яких команда Ferrari показала найшвидший час кола. На Гран-прі Великої Британії 1954 року і Гран-прі Австрії 1970 року по два гонщики показали однаковий найшвидший час кола на командних Ferrari. Це число не включає найшвидше коло Джанкарло Багетті на Гран-прі Італії 1961 року на приватній Ferrari.
6. 1 2  Включає Гран-прі Франції 1950 року, де боліди команди не стартували в гонці, а Пітер Вайтгед стартував на приватній Ferrari.
7. 1 2 3  Включає перемогу Джанкарло Багетті на Гран-прі Франції 1961 року на приватній Ferrari.
8. 1 2  Додаткові 901,77 бала (у підрахунку пілотів проти конструкторів) — це бали пілотів Ferrari з 1950 по 1957 рік, до заснування Чемпіонату світу серед конструкторів у 1958 році. Також до 1979 року конструктору зараховувались лише очки набрані болідом, що показав найкращий результат.
9. 1 2  Це кількість різних гонок Чемпіонату світу, в яких болід Ferrari показав найшвидший час кола. На Гран-прі Великої Британії 1954 року і Гран-прі Австрії 1970 року по два гонщики показали однаковий найшвидший час кола на баолідах Ferrari. Це число включає найшвидше коло Джанкарло Багетті на Гран-прі Італії 1961 року на приватній Ferrari.
10. 1 2  Не включає третє місце Жиля Вільнева на Гран-прі США-Захід 1982 року, з якого він, незважаючи на участь у церемонії нагородження, був зрештою дискваліфікований.
11. ↑  Включає подіуми здобуті командою NART та п'ять подіумів, здобутих на приватних Ferrari.
12. ↑  Не включає Гран-прі Швейцарії 1952 року, де болід команди Ferrari фінішував першим, а приватний болід Ferrari фінішував другим.
13. ↑  Включає Гран-прі Швейцарії 1952 року, де болід команди Ferrari фінішував першим, а приватний болід Ferrari фінішував другим.
14. 1 2  Рекорд розділено з командою Mercedes
15. ↑  Не включає 7 лідируючих кіл Джанкарло Багетті на Гран-прі Франції 1961 року на приватній Ferrari.
16. ↑  Включає 7 лідируючих кіл Джанкарло Багетті на Гран-прі Франції 1961 року на приватній Ferrari.

## Навігатори
| Попередник | Кубок конструкторів | Наступник |
| ---------- | ------------------- | --------- |
| Cooper     | 1961                | BRM       |
| Lotus      | 1964                | Lotus     |
| McLaren    | 1975-1977           | Lotus     |
| Lotus      | 1979                | Williams  |
| Williams   | 1982-1983           | McLaren   |
| McLaren    | 1999-2004           | Renault   |
| Renault    | 2007-2008           | Brawn     |